# Sabelianizm
Sabelianizm – jedna z doktryn monarchianistycznych w chrześcijaństwie w II–IV wieku, określana także jako późny modalizm, zaprzeczająca istnieniu hipostaz Trójcy Świętej. Nazwa pochodzi od jej założyciela Sabeliusza. Sabelianie uważali, że istnieje jeden Bóg Ojciec, a Syn i Duch Święty są sposobami jego samowyrażania się. Herezja Sabeliusza rozpowszechniła się na terenach północnej Afryki, Azji Mniejszej, Mezopotamii. Sabelianizm został potępiony przez Dionizego, patriarchę Aleksandrii oraz papieża Kaliksta I. Zbliżone do sabelianizmu poglądy mieli w okresie nowożytności socynianie i Emanuel Swedenborg.
Sabeliusz przybył do Rzymu z Libii około 215 roku. Zdawał sobie sprawę z tego, że wcześniejszy modalizm, oparty na koncepcji patrypasjanistycznej, był narażony na ataki zwolenników trynitaryzmu. Starając się wytłumaczyć władzę Boga nad wszechświatem, poszerzył doktrynę modalizmu, głoszoną przez swoich poprzedników, o motywy zaczerpnięte z jej krytyki. Sabeliusz negował istnienie trzech osób Trójcy Świętej. Według niego Bóstwo jest monadą – hiopátor – wyrażającą się w trzech aspektach: substancja – Ojciec, myśl – Syn, wola – Duch Święty. Bóg jest niepodzielny, jest Stwórcą i ustanawia prawa. Boska monada ma zdolność rozszerzenia się – platysmós, tj. Ojciec narodził się jako Syn, a następnie zstąpił na Ziemię jako Duch.
Wpływ sabelianizmu współcześnie widoczny jest w nauce o naturze Boga Zielonoświątkowców Jednościowych.